# La casa nella prateria
La casa nella prateria (Little House on the Prairie) è una serie televisiva statunitense prodotta tra il 1974 e il 1983, in 204 episodi, oltre a quattro lungometraggi TV, dal produttore della NBC Ed Friendly, e dall'attore, co-regista e produttore esecutivo Michael Landon. Fu ispirata alla serie di romanzi dal titolo originale Little House (La piccola casa nella prateria), opera del 1932-1945 della scrittrice statunitense Laura Ingalls Wilder.
 
Narra le difficoltose vicissitudini di una tradizionale famiglia americana che vive in una sperduta fattoria, vicino a un paesino del Minnesota, nel periodo 1870-1890. Divisa in 9 stagioni, cui si aggiungono un film pilota, un film speciale con spezzoni della serie e nuove scene, e tre film finali, la serie tocca molti temi importanti e sempre attuali quali, ad esempio, l'adozione, l'alcolismo, il razzismo, le droghe, l'obesità, ecc.

## Storia

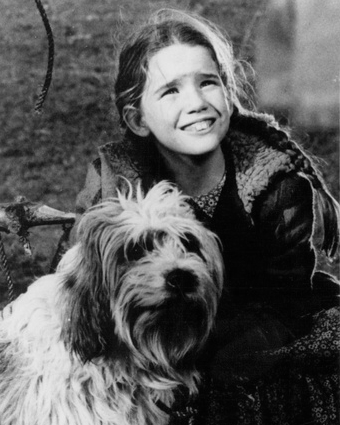
Melissa Gilbert nel ruolo di Laura Ingalls, 1975

### Puntata pilota
Visto il successo della serie Bonanza, nei primi anni settanta la NBC propose all'attore Michael Landon di realizzare l'episodio pilota. Per una sua scelta contrattuale, Landon interpretò il padre di Laura, Charles Ingalls, mentre per Laura fu scelta tra più di cinquecento provini Melissa Gilbert. Per questo ruolo era stata provinata anche Alison Arngrim, alla quale verrà poi affidato il ruolo dell'insolente Nellie Oleson.
Il 30 marzo 1974 la NBC mandò in onda il film pilota della durata di un'ora e 33 minuti intitolato proprio Little House on the Prairie (trasmesso in Italia da Canale 5 solo il 4 luglio 2003), attualmente non incluso nell'edizione DVD. Il film narra della partenza della famiglia Ingalls dalla casa nei Grandi Boschi, dove dicono addio ai nonni e ad altri parenti, per recarsi in Kansas; la motivazione che spinse Charles Ingalls ad abbandonare quella zona era legata soprattutto all'improvviso sovrappopolamento e all'eventuale difficoltà di trovare cibo per sfamare la famiglia. Poiché nei territori dell'Ovest lo stato regalava terre fertili ai pionieri, Charles porta la famiglia in Kansas, dove costruisce una piccola casa facendosi aiutare da un vicino appena conosciuto, Isaiah Edwards. Dopo aver vissuto varie vicissitudini, dall'attacco dei lupi alla conoscenza degli indiani, dal rigido inverno all'incendio del bosco vicino, una lettera informa tutti i coloni che, in seguito a una petizione presentata a Washington dalla tribù del Kansas, la linea di demarcazione del territorio indiano è cambiata. La famiglia Ingalls è costretta ad abbandonare casa, bestie e campi per ripartire verso il Minnesota.
I personaggi di Charles e Caroline vengono enfatizzati e modernizzati rispetto agli originali, mentre le personalità di Laura e Mary sono esattamente come erano in vita: la scena in cui Mary conserva il suo bastoncino di menta piperita (portatole da Babbo Natale tramite il signor Edwards), mentre Laura mangia subito il suo, è tratta direttamente dagli scritti della Wilder.

### La serie
Dall'11 settembre 1974 fu messa in onda negli USA la prima puntata della prima stagione con episodi di 50 minuti. La serie spopolò in USA negli anni settanta, mentre in Italia qualche anno dopo, dapprima col titolo La piccola casa nella prateria e Quella casa nella prateria, poi semplicemente La casa nella prateria.
Landon gestì quasi totalmente tutte le stagioni. Nei primi mesi del 1974 lavorò incessantemente in stretta collaborazione col regista William F. Claxton, quindi con Leo Penn (co-regista e padre di Sean Penn, che peraltro apparirà anche, giovanissimo, in un episodio della serie), quindi il produttore della American International Pictures, Maury Dexter, e infine Victor French, che, nella serie, interpreterà il barbuto Isaiah.
Gli episodi della prima stagione si svolgono soltanto in Minnesota e partono dal terzo libro della collana di racconti scritti da Laura Ingalls Wilder che volle raccontare gli accadimenti, vissuti in prima persona durante la sua infanzia, della storia statunitense ormai perduta del XIX secolo in varie aree del Wisconsin, Kansas, Iowa, Dakota del Sud, ma soprattutto in un paesino del Minnesota, chiamato Walnut Grove. Il paese esiste veramente, nella Contea di Redwood. Più raramente, alcune ambientazioni avvennero anche nelle vicine località di Sleepy Eye, Mankato, Springfield, Tipton, Vinton, Burr Oak (nel vicino Iowa), oltre che nella capitale Minneapolis; tuttavia, le vere riprese avvennero soprattutto agli Old Tucson Studios in Arizona, più altri studios e vari ranch sparsi in California, cui il più utilizzato fu su un'altura della Simi Valley.
Landon all'inizio modificò leggermente la traccia originale dei libri e negli anni successivi, a seguito di divergenze col produttore Ed Friendly, dopo aver ottenuto anche tutta la produzione esecutiva della serie, più alcune regie al fianco di Claxton, si distaccò dai romanzi originali introducendo nuovi personaggi di sua invenzione.
Nel 1975 ad essa si ispirò anche un cartone animato giapponese prodotto dalla Nippon Animation, dal titolo Laura, e importato in Italia all'inizio degli anni ottanta.
Al film pilota del 1974 e agli episodi delle nove stagioni della serie vanno aggiunti uno speciale realizzato con spezzoni delle prime tre stagioni nel 1979 ed infine tre film per la TV realizzati fra il 1983 e il 1984.

## Episodi
| Stagione         | Episodi | Prima TV USA | Prima TV Italia |
| ---------------- | ------- | ------------ | --------------- |
| Film pilota      | 1       | 1974         | 2003            |
| Prima stagione   | 24      | 1974-1975    | 1977-1979       |
| Seconda stagione | 22      | 1975-1976    | 1979            |
| Terza stagione   | 22      | 1976-1977    |                 |
| Quarta stagione  | 22      | 1977-1978    |                 |
| Quinta stagione  | 24      | 1978-1979    |                 |
| Sesta stagione   | 24      | 1979-1980    |                 |
| Settima stagione | 22      | 1980-1981    |                 |
| Ottava stagione  | 22      | 1981-1982    |                 |
| Nona stagione    | 22      | 1982-1983    |                 |
| Film post serie  | 3       | 1983-1984    |                 |

## Personaggi e interpreti
- Charles Ingalls (stagioni 1-8, guest 9), interpretato da Michael Landon, doppiato da Gigi Pirarba e Vittorio Di Prima.
- Caroline Quiner Ingalls (stagioni 1-8), interpretata da Karen Grassle, doppiata da Eva Ricca, Sonia Scotti e Serena Spaziani.
- Laura Ingalls Wilder (stagioni 1-9), interpretata da Melissa Gilbert, doppiata da Paola Del Bosco e Francesca Guadagno e Erica Necci.
- Mary Ingalls Kendall (stagioni 1-7, guest 8), interpretata da Melissa Sue Anderson, doppiata da Emanuela Rossi, Rita Baldini e Laura Boccanera.
- Carrie Ingalls (stagioni 1-8), interpretata da Lindsay e Sidney Greenbush, doppiata da Francesca Guadagno, Gabriella Andreini e Silvia Pepitoni.
- Nels Oleson (stagioni 1-9), interpretato da Richard Bull, doppiato da Aldo Barberito, Diego Michelotti e Valerio Ruggeri.
- Harriet Oleson (stagioni 1-9), interpretata da Katherine MacGregor, doppiata da Cristina Grado e Liliana Jovino.
- Hiram Baker (stagioni 1-9), interpretato da Kevin Hagen, doppiato da Silvano Tranquilli e Franco Odoardi.
- Rev. Robert Alden (stagioni 1-9), interpretato da Dabbs Greer, doppiato da Gino Donato.
- Lars Hanson (stagioni 1-4, guest 5), interpretato da Karl Swenson, doppiato da Fernando Cerulli.
- Eva Beadle-Simms (stagioni 1-4), interpretata da Charlotte Stewart, doppiata da Annarosa Garatti e Alba Cardilli.
- Isaiah Edwards (stagioni 1-3, 9, guest 6, 8), interpretato da Victor French, doppiato da Emilio Marchesini, Dario De Grassi e Riccardo Garrone.
- Grace Snider Edwards (stagioni 1-3, guest 6, 8), interpretata da Bonnie Bartlett (st. 1-3, 6) e da Corinne Michaels (st. 8), doppiata da Carla Comaschi.
- Nellie Oleson Dalton (stagioni 1-7, guest 9), interpretata da Alison Arngrim, doppiata da Rosalinda Galli, Laura Boccanera, Laura Lenghi e Gabriella Andreini.
- Willie Oleson (stagioni 1-9), interpretato da Jonathan Gilbert, doppiato da Marco Guadagno, Fabrizio Manfredi, Massimiliano Manfredi e Riccardo Rossi.
- Ebenezer Sprague (stagione 2, guest 3), interpretato da Ted Gehring.
- John Jr. Sanderson Edwards (stagione 2, guest 3-4), interpretato da Radames Pera.
- Carl Sanderson Edwards (stagioni 2-3, guest 8), interpretato da Brian Part (st. 2-3) e da David R. Kaufman (st. 8).
- Alicia Sanderson Edwards (stagioni 2-3, guest 6, 8), interpretata da Kyle Richards.
- Jonathan Garvey (stagioni 4-7), interpretato da Merlin Olsen, doppiato da Diego Reggente.
- Alice Garvey (stagioni 4-6), interpretata da Hersha Parady.
- Andy Garvey (stagioni 4-7), interpretato da Patrick Laborteaux, doppiato da Massimo Corizza e Christian Fassetta.
- Albert Quinn Ingalls (stagioni 5-8, guest 9), interpretato da Matthew Laborteaux, doppiato da Massimo Corizza.
- Adam Kendall (stagioni 5-8, guest 4), interpretato da Linwood Boomer, doppiato da Lorenzo Macrì e Massimo Rossi.
- Hester-Sue Terhune (stagioni 5-9), interpretata da Ketty Lester.
- Grace Ingalls (stagioni 5-8, ric. 4), interpretata da Wendi e Brenda Turnbaugh, doppiata da Francesca Guadagno.
- Almanzo Wilder (stagioni 6-9), interpretato da Dean Butler, doppiato da Giuliano Giacomelli e Roberto Del Giudice.
- Eliza Jane Wilder (stagione 6, guest 7-8), interpretata da Lucy Lee Flippin, doppiata da Anna Marchesini.
- Percival Dalton (stagione 7, guest 6), interpretato da Steve Tracy.
- James Cooper Ingalls (stagione 8, guest 7), interpretato da Jason Bateman.
- Cassandra Cooper Ingalls (stagione 8, guest 7), interpretata da Missy Francis.
- Nancy Oleson (stagioni 8-9), interpretata da Allison Balson.
- Rose Wilder (stagioni 8-9), interpretata da Sarah E. e Jennifer Coleman (stagioni 8-9), Jennifer e Michele Steffin (film post-serie).
- John Carter (stagione 9), interpretato da Stan Ivar.
- Sarah Carter (stagione 9), interpretata da Pamela Roylance.
- Jeb Carter (stagione 9), interpretata da Lindsay Kennedy.
- Jason Carter (stagione 9), interpretato da David Friedman.
- Jenny Wilder (stagione 9), interpretata da Shannen Doherty, doppiata da Susanna Fassetta.
- Etta Plum (stagione 9), interpretata da Leslie Landon.
- Liam O'Neil (stagione 1, ep. 1), interpretato da Ramon Arens Bieri.
- Jack Peters (stagione 1, ep. 3), interpretato da Don Knight.
- Slick McBurney (stagione 2, ep.4), interpretato da Gregory Walcott.
- Amos Pike (stagione 2, ep.5), interpretato da John Anderson
- Julia Sanderson (stagione 2, ep.7), interpretato da Patricia Neal
- Jason (stagione 2, ep.13), interpretato da Eric Shea
- Hannibal Godfrey (stagione 2, ep.13), interpretato da George Furth

A interpretare le due piccole di casa Ingalls, Carrie e Grace, sono state scelte due coppie di gemelle per alternarsi nei rispettivi ruoli. Nella realtà l'attrice che interpreta Laura Ingalls, Melissa Gilbert, e l'attore che interpreta Willie Oleson, Jonathan Gilbert, sono fratelli, così come Patrick e Matthew Laborteaux, ossia Andy Garvey e Albert Ingalls.

## In Italia
In Italia la serie venne trasmessa per la prima volta dal 30 marzo al 27 aprile 1977 su Rete 1 alle 19:20, col titolo La piccola casa nella prateria. La Rai trasmise solo 12 episodi in ordine sparso della prima stagione, ciascuno diviso in due parti di 25 minuti. Il doppiaggio di questi episodi è stato eseguito dalla SINC Cinematografica sotto la direzione di Vinicio Marinucci e Mimmo Palmara, e dialoghi di Enrico Bomba.
Successivamente, gli episodi inediti vennero trasmessi senza rispettarne l'ordine cronologico dalle TV private regionali del gruppo Rusconi (tra cui Quinta Rete e Antenna Nord) dal 14 ottobre 1979 al 26 luglio 1981, inizialmente col titolo Quella casa nella prateria. Il doppiaggio presenta un cast quasi del tutto diverso dalla precedente edizione, ed è stato eseguito dalla Cinitalia Edizioni con la partecipazione della Coop. Sincrovox, sotto la direzione di Silvano Tranquilli e Daniela Faraoni, che ha anche scritto i dialoghi con Enrico Bomba. Questa nuova edizione venne replicata da Rete 4 dal 4 gennaio 1982, che iniziò a trasmettere anche i nuovi episodi inediti, con il titolo definitivo più breve La casa nella prateria. La serie continuò ad andare in onda su Italia 1 dall'11 settembre 1982 e poi, a partire dal 12 novembre 1984, su Canale 5.
Il 4 luglio 2003, a 29 anni di distanza dalla messa in onda originale, venne trasmesso per la prima volta da Canale 5 il film pilota della serie con un ulteriore cast di doppiatori.
Dal 28 maggio 2012, Rai 3 ha replicato tutte le stagioni e i film post serie, saltando però alcuni episodi. La serie è tornata in onda su Paramount Channel (che dal 2019 cambia nome in Paramount Network) nel 2017, ad oltranza fino alla chiusura del canale, con un nuovo master video restaurato, alcune scene non doppiate in italiano sono state ripristinate con dei sottotitoli e numerosi episodi omessi dalla trasmissione televisiva e inizialmente disponibili solo sul sito. Dopo la chiusura di Paramount Network, avvenuta il 17 gennaio 2022, la programmazione è passata sul canale 27 Twentyseven di Mediaset, il quale ha regolarmente trasmesso tutti gli episodi includendo anche il film pilota, mai replicato fino ad allora.

## Edizione DVD
| Stagione    | Dischi        | Uscita DVD USA   | Dischi | Uscita DVD Italia |
| ----------- | ------------- | ---------------- | ------ | ----------------- |
| Stagione 1  | 5             | 8 luglio 2003    | 6      | 12 novembre 2008  |
| Stagione 2  | 5             | 2 settembre 2003 | 6      | 2 dicembre 2008   |
| Stagione 3  | 5             | 4 novembre 2003  | 6      | 18 novembre 2009  |
| Stagione 4  | 5             | 17 febbraio 2004 | 6      | 18 novembre 2009  |
| Stagione 5  | 5             | 29 giugno 2004   | 6      | 23 giugno 2010    |
| Stagione 6  | 5             | 26 ottobre 2004  | 6      | 23 giugno 2010    |
| Stagione 7  | 5             | 15 febbraio 2005 | 6      | 19 giugno 2013    |
| Stagione 8  | 5             | 14 luglio 2005   | 6      | 19 giugno 2013    |
| Stagione 9  | 5             | 1º novembre 2005 |        |                   |
| Stagione 10 | 1+1 per extra | 28 novembre 2006 |        |                   |

## Spin-off
Nel 2005, il network televisivo ABC produsse una nuova miniserie, di 6 episodi da 50 minuti l'uno, tratta però dalle storie del secondo libro della Wilder. La miniserie fu diretta dal regista svizzero David L. Cunningham, con Cameron Bancroft nel ruolo di Charles Ingalls, Erin Cottrell in Caroline Ingalls e Kyle Chavarria in Laura. Fu trasmessa in Italia nel 2007 da Rai 2, ma non ebbe molto successo. Nel 2009 fu anche prodotto un musical teatrale itinerante negli Stati Uniti, con la partecipazione di Melissa Gilbert.

## Film
Nel 2014 la Paramount aveva annunciato la realizzazione di una pellicola per il grande schermo prima di essere cancellata: il film avrebbe dovuto essere diretto dal regista Sean Durkin da una sceneggiatura di Abi Morgan. Prima di questo film, prodotto da Scott Rudin, un'altra pellicola era stata precedentemente messa in produzione senza successo dalla Sony.